# Aldea del Rey
 (avril 2023).
Le contenu est difficilement compréhensible vu les erreurs de traduction, qui sont peut-être dues à l'utilisation d'un logiciel de traduction automatique.
 (avril 2023).
Si vous disposez d'ouvrages ou d'articles de référence ou si vous connaissez des sites web de qualité traitant du thème abordé ici, merci de compléter l'article en donnant les références utiles à sa vérifiabilité et en les liant à la section « Notes et références ».
Aldea del Rey est une commune d'Espagne dans le sud de la province de Ciudad Real, dans la région autonome de Castilla-La Mancha. Elle se situe à 31,7 km de Ciudad Real et à 231 km de Madrid.

## Géographie

### Lieu
Aldea del Rey est située dans la région de Campo de Calatrava, sur la rive gauche de la rivière Jabalón, un affluent du fleuve Guadiana.

### Localités limitrophes
|                                  | Nord : Valenzuela de Calatrava |                                                      |
| Ouest : Argamasilla de Calatrava | Aldea del Rey                  | Est : Calzada de Calatrava et Granátula de Calatrava |
|                                  | Sud : Villanueva de San Carlos |                                                      |

### Démographie
La commune s'étend sur 154,31 km2 avec une population de 1 580 habitants (INE 2022) et une densité de 10,24 habitants/km2.

## Histoire
Même si Aldea del Rey est une ville historiquement liée à l'Ordre de Calatrava, et plus particulièrement au moment où celui-ci décide de transférer son siège du château de Calatrava La Vieja, situé à Carrión de Calatrava, au château de Calatrava la Nueva situé dans le nouveau village, son développement urbain date du Paléolithique inférieur et moyen, comme en témoignent certains des sites trouvés au cours du temps près de la rivière Jabalón. Selon le dictionnaire géographique de Madoz et l'étude de Hervás et Buendía, Aldea del Rey a été peuplée dans la période au cours de laquelle le Couvent de Calatrava s'y est établi, comme mentionné ci-dessus. Lors du Concorde de l'année 1245, l'archevêque réclame à l'Ordre que le tiers de la ville lui soit donné. Il réclame également que 1 260 couronnes soient payées à Saint Michel et, en tant que ville appartenant à la Mesa Maestral, la moitié de l'herbe d'une montagne que vendait le Conseil et les deux tiers restants de la dîme. Cela pousse les habitants de Aldea del Rey à prendre la justice entre leurs mains et à chasser à coups de couteau le bétail et les éleveurs de l'Ordre. Devant ces faits, le couvent forme une plainte, et le Chapitre général de l'Ordre rend ce jugement :
« Le Sacro Convento avec leur bétail peut jouir de tous leurs concejiles termes pâturages, l'herbe de pâturage, eau potable, etc., et peut faire les autres habitants de cette ville. »
Le couvent, pour la jouissance de ses prairies, était considéré comme voisin, mais pas pour l'impôt, afin de rester à l'abri et de la compétence exclusive du Prieuré. Ce privilège était très irritant en raison des abus qui en ont découlé. Pour cette raison et bien d'autres arrivé dans la zone de Cobo à appréhender les contrevenants et de les placer sous son autorité. Après qu'un autre procès entre le couvent et ceux-ci sont entrepris, les autorités locales étant reconnus par le gouverneur et le Conseil de l'Ordre Almagro, où le couvent appel, confirmant que ferme dans son immunité ecclésiastique, mais aussi refuser civile prévue. Après toutes ces disputes conseil du village a été ruiné et réduit le nombre d'habitants au milieu, ayant seulement le début du XVIIe siècle, 120 voisins.
Aldea del Rey a été séparé du Bureau Maestral par Philippe II et élevé à la dignité de Claveria, l'autorisation de construire un palais, qui est en face de l'église paroissiale, où le Clavero de l'Ordre avait son administration.

## Patrimoine et monuments
- Château-couvent de Calatrava La Nueva : ce château est dans son secteur, siège de l'Ordre de Calatrava (visitable et en cours de restauration).
- Palais de Clavería : Le Palais de Clavería, ou Palais du Nord, a été fondé par Philippe II pour abriter les Claveros de l'Ordre de Calatrava, qui gardaient le château et le couvent de la plus haute importance ; il est situé juste à l'extérieur de la ville, à la frontière avec la ville. En dépit de son importance historique et artistique, ce monument figure dans la "Liste rouge du patrimoine en danger" de l'association Hispania Nostra. Actuellement, il est en cours de restauration.
- Ermita « Ntra. Sra. Del Valle » (XIVe siècle).
- Église « San Jorge Martir » (XIXe siècle).
- « Fábrica de Harinas » (XIXe siècle).
- Sites archéologiques : « El Chiquero », « Vega de los Morales », « Barranco Blanco », « El yezgo », « Terraza del Jabalón », « La Arenilla », le site des thermes de Higuera et Barranco.

## Événements
- Navidad : décembre à janvier.
- Carnaval : février.
- Semaine sainte (Semana Santa) : déclarée d'Intérêt Touristique Régional.
- San Jorge Mártir : Patron de la ville. Sa fête est célébrée à la fin de la dernière semaine d'avril.
- Los « Mayos » : nuit du 30 avril au 1er mai.
- San Isidro : troisième fin de semaine de mai.
- Nuestra Señora del Valle : Patronne de la ville. Sa fête est célébrée le 8 septembre.
- Santísimo Cristo del Consuelo : 14 septembre.
- Santa Cecilia : la fin de semaine la plus proche du 22 novembre.

## Végétation
Typiquement méditerranéenne, elle s'est principalement développée dans la zone montagneuse, avec beaucoup de buissons : ciste, thym, romarin, enchevêtrement, lentisque, genêt, chêne, etc.

## Climat
Le climat y est sec et aride, typiquement continental, avec des hivers froids (−5 °C) et des étés chauds et secs (40 °C). La température annuelle moyenne est de 15 °C. Les précipitations annuelles moyennes sont d'environ 430 mm.